# Павел Маша
Павел Маша (чеськ. Pavel Máša, 17 вересня 1959, Пршибрам, Чехословаччина) — чеський дипломат, політолог та журналіст. Надзвичайний і Повноважний Посол Чехії в Україні (1993-1997).

## Життєпис
Народився 17 вересня 1959 року в Пршибрам, в сім'ї режисера Антоніна Маша. Закінчив гімназію, потім вивчав російську мову та історію на факультеті мистецтв, Велика Британія (1983). 
З 1983 року викладав спочатку в середній професійно-технічній школі, потім з 1985 по 1990 р. у гімназії в Празі. У січні 1991 р. за конкурсом був прийнятий до Федерального міністерства закордонних справ Чехословаччини, де працював у 1-му Східноєвропейському відділі, а в листопаді 1991 року був призначений його директором. У грудні 1992 р. він був направлений у ранзі радника-посла до нещодавно створеного посольства в Києві, а 1 березня 1993 р. Вацлав Гавел призначив його першим послом Чехії в Україні. До літа 1997 року працював у Києві, потім працював у відділі аналізу та планування Міністерства закордонних справ Чехії. У 1999 році розглядалося його призначення генеральним консулом у Санкт-Петербурзі, але це призначення не було реалізовано, і наприкінці року він залишив Міністерство закордонних справ. Працює коментатором проблем Росії та Східної Європи в щоденній газеті «Лідове новіни». З 2006 року він є незалежним журналістом.
Автор статті під назвою «Чехія в російсько-українському млині», де мова йде про висилку дипломатів, з початку чеських, а згодом і українських із Чехії. 
Павел Маша написав для «Лідових новін» матеріал під назвою «Радянсько-російський термінатор Горбачов», де йдеться, про події, котрі називають крахом тоталітаризму та перебільшення активної політичної ролі Михайла Горбачова.